# Никишин, Евгений Валерьевич
Евгений Валерьевич Никишин (род. 4 мая 1977, Магнитогорск) — российский и украинский актёр, теле- и радиоведущий, чемпион Высшей лиги КВН.

## Биография
Евгений Валерьевич Никишин родился 4 мая 1977 года в Магнитогорске.
В 1999 году окончил Магнитогорский государственный университет.
Участник команды «Уездный город», чемпион Высшей лиги КВН.
Футбольный судья первой категории.
Снимался в рекламе вместе со своим другом и партнёром по КВНу и сцене Сергеем Писаренко.
В дуэте со Стасом Костюшкиным стал победителем украинского варианта шоу «Две звезды» — «Зірка + Зірка 2» (2011).
С октября 2010 до 20 февраля 2011 года вместе с Сергеем Писаренко вёл программу «Смех в большом городе» на СТС.
В 2012 году вместе с Сергеем Писаренко вёл программы «Парад порад» («Парад советов») на Новом канале (Украина) и «Будь мужиком» на телеканале «Перец».
21 февраля 2015 года — стал участником шоу «Империя иллюзий: братья Сафроновы» на телеканале СТС. Съёмки состоялись в конце 2014 года.
До марта 2022 года проживал в Москве и в Киеве, являлся участником украинской юмористической передачи «Дизель-шоу» на телеканале ICTV и российского развлекательного проекта «Дом культуры и смеха» на канале «Россия-1».
В марте того же года вернулся в Москву.
Является болельщиком московского футбольного клуба Торпедо.
С 2024 года ведёт программу «Анекдот-клуб „Нехмурые Люди“» на канале «ТВ Центр» вместе с Сергеем Писаренко.

## Личная жизнь
- Жена — Татьяна Никишина.
- Сын — Всеволод Евгеньевич Никишин.
- Дочь — Арина Евгеньевна Никишина[5].

## Фильмография
- 2005 — Херувим
- 2007 — Клип «Чики» Серёги
- 2009 — Лопухи: Эпизод первый — Женечка
- 2010 — Варенье из сакуры — ремонтник
- 2010 — Универ — сосед Саши и Тани (Серия 171)
- 2011 — Очень Новый Год — гость за столиком
- 2012 — Мексиканский вояж Степаныча — бандит
- 2012 — Большая ржака — Ширяев
- 2014 — Алиса в стране чудес
- 2016 — Бородач. Понять и простить — Кирилл
- 2018 — Однажды в Америке, или Чисто русская сказка — Жоржик
- 2018 — Сувенир из Одессы — Кашкин

## Дубляж
- 2015 — Страшные сказки — Король Диких Гор (Тоби Джонс)[6]